# Karel Boháček

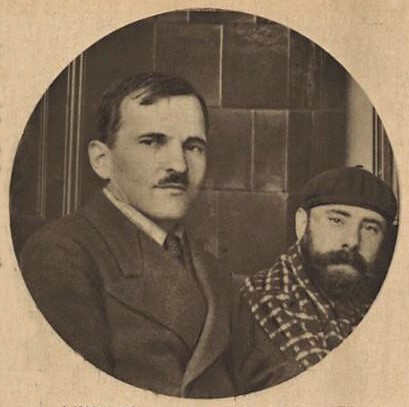
Karel Boháček a Jan Zrzavý (Pestrý týden 1928)

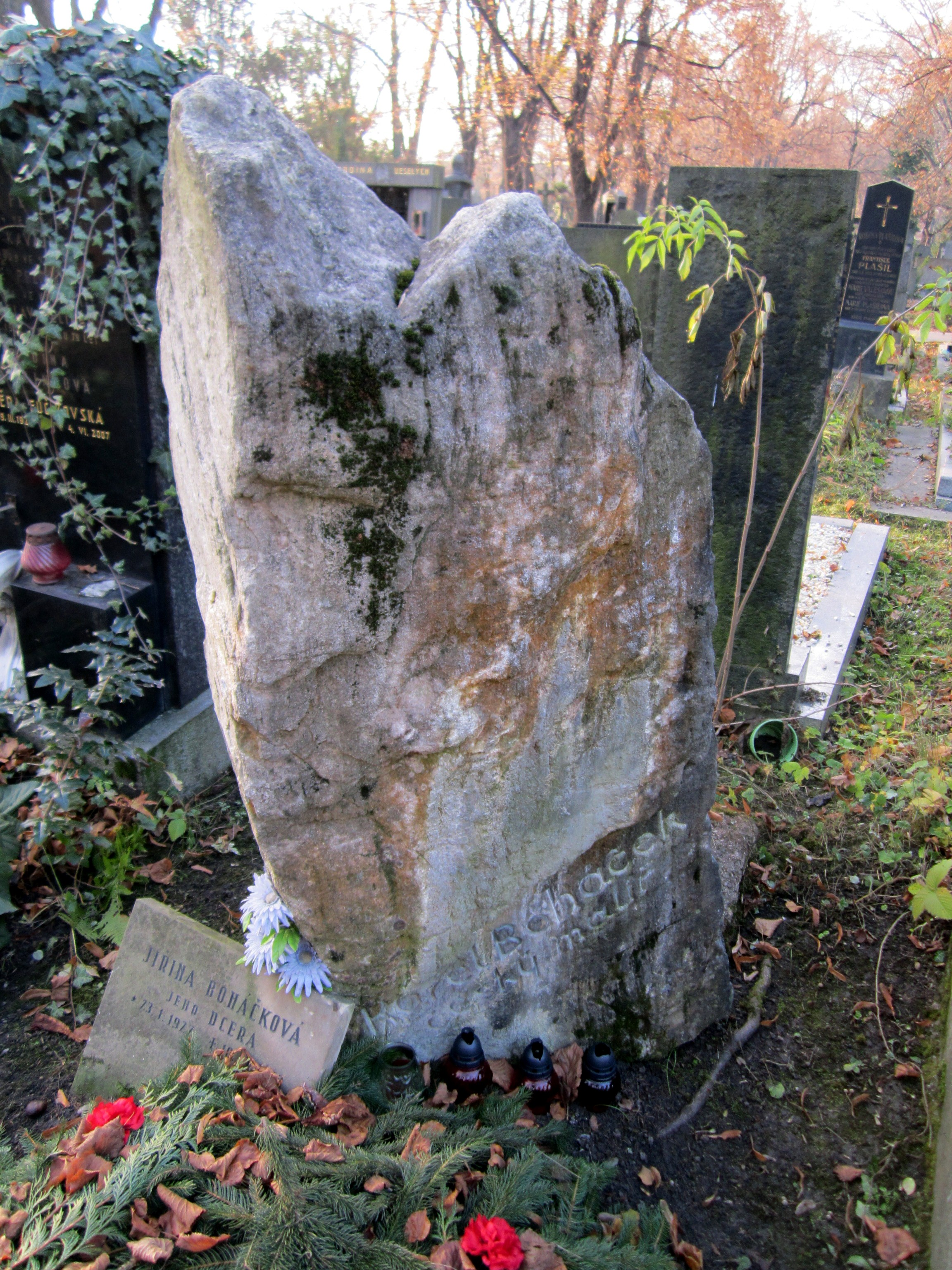
Hrob malíře Karla Boháčka na Vinohradském hřbitově v Praze

Karel Boháček (2. srpna 1886 Zamachy – 21. srpna 1928 Praha) byl český akademický malíř.

## Život
Narodil se v obci Zamachy v rodině kováře Václava Boháčka a jeho manželky Kateřiny, rozené Švancarové. Obecnou školu absolvoval v nedalekém Kadlíně a dále pokračoval na německé obecné škole v České Lípě. V letech 1899–1901 pokračoval ve vzdělávání na měšťanské škole v Mladé Boleslavi a následně absolvoval keramickou školu v Bechyni (1901–1903). Další vzdělání získal na pražské malířské Akademii, v letech 1904–08 a 1913–14 u profesorů Bukovace, Thieleho a Krattnera, u nějž i v roce 1914 absolvoval. Roku 1909 vstoupil do spolku Umělecké besedy, spolu s Václavem Rabasem, Oldřichem Koníčkem, Janem Šedivým a Josefem Vokálkem, se kterou vystavoval od roku 1910. Po studiích převážně pobýval v rodných Zamachách. Čtyři válečná léta světové války strávil na bojištích ruské a italské fronty. Dvakrát byl raněn (1915 a 1917). Válka zbrzdila jeho umělecký rozvoj a spolu s tísnivou hmotnou situací vedla v roce 1927 k propuknutí plicního onemocnění, které už nemohla léčba v sanatoriu na Pleši u Dobříše odvrátit. Z okolí Nové Vsi pod Pleší pocházejí i jeho poslední obrazy. Zemřel roku 1928 ve Vinohradské nemocnici v Praze, a byl pohřben na Vinohradském hřbitově.

### Rodinný život
Karel Boháček se oženil 31. ledna 1915 s dcerou zamašského domkáře Marií Karbanovou (* 1893), tři dny před odvedením na frontu. Narodily se jim čtyři děti, Anna (* 1915), Karel (* 1918), Mirek (* 1920), Jiřina (*1927). V Zamachách rovněž žili tři z jeho čtyř sourozenců Václav (* 1883), František (* 1890) a Marie.[zdroj?]

## Dílo
Karel Boháček ve své malířské tvorbě paralelně rozvíjel krajinomalbu i žánr figurální. Postupný vývoj názorů Karla Boháčka na malířskou tvorbu lze vysledovat z korespondence s panem Trautesem, Bažantem, Josefem Kašpárkem a zejména s kolegou Václavem Rabasem (katalogy výstav 1948 a 1974).
V raném období (1906–1910) navazoval na žáky Mařákovy školy, zejména pak na Ant. Slavíčka a O. Lebedu (např. Makové pole, Keř v poli, Jarní orba, Podzim na náměstí a Cikánská ulice v Praze). V následujícím období se přibližoval k fauvistické malbě s dominantním tématem podzimního lesa a parků. V tomto období miloval vlhké počasí, krajinu po dešti, kdy citlivě vnímal intenzivní akord tmavě červeného jehličí, černých smrků, fialových olší, hnědé a žlutozelené trávy (např. Cesta kolem podzimního parku). Historik umění a přední znalec díla Karla Boháčka Jiří Kohoutek v katalogu výstavy z roku 2000 poukazuje na vliv kubismu a spojitost s ranou fauvistickou tvorbou E. A. Pittermana Longena. Na tuto tvorbu navázal Boháček i bezprostředně po I. světové válce. Okolo roku 1920 vytvořil několik obrazů menších formátů expresivního malířského účinku, které se vyznačují výrazně strukturovanou olejovou pastou (např. Lom v kopci a Večerní obloha). K vrcholné formě osobitého neoklasicismu, a to jak v pastelu, tak i v oleji se propracovával v posledních letech svého života (např. Peklo po vánici, Rozcestí pod kopcem, Lom, Silnice do Zamach a Senečnice v noci).
Ve figurální tvorbě se hlásil k odkazu J. Preislera (např. divadelní opona pro obec Rokytovec, pastely Setkání a Na dříví), zejména však byl ovlivněn lidovou figurální tvorbou, kterou např. mohl pozorovat na řezbové a malířské výzdobě starých včelích úlů. Bylo mu vlastní citlivé vystižení linie ženské postavy a přirozené kompování skupiny postav v krajině (např. oleje Na dříví, Česká krajina, Přátelství a Jaro).
Známá jsou i jeho květinová zátiší, která jsou však kolísavé úrovně. Ty nejkvalitnější mají výraznou fauvistickou či zajímavou expresionistickou formu.
Vedle malířské tvorby se také věnoval kulturní práci, především rozvoji ochotnického divadla. Maloval opony, kulisy a zajišťoval výtvarnou výpravu představení a také působil jako režisér. Byl rovněž autorem hry s názvem Země, která byla hrána v přírodě na dole pod Borčem. Dochovala se opona malovaná temperou pro ochotnický spolek obce Rokytovec o rozměrech 327 x 577 cm. Opona patří obci Rokytovec a po restaurování je dlouhodobě zapůjčena a vystavena v gymnáziu Dr. Josefa Pekaře v Mladé Boleslavi.

### Výstavy
- 1910 – Výstava výtvarného odboru Umělecké besedy, Praha
- 1912 – Severočeská výstava, Mladá Boleslav
- 1913 – Výstava studií Výtvarného odboru Umělecké besedy, Praha
- 1920 – Výstava výtvarného odboru Umělecké besedy, Praha
- 1921 – Výstava výtvarného odboru Umělecké besedy, Praha
- 1923 – Členská výstava výtvarného odboru Umělecké besedy, Praha
- 1925 – Výstava výtvarného odboru Umělecké besedy, Praha
- 1927 – Členská výstava výtvarného odboru Umělecké besedy, Praha
- 1927 – Vánoční členská výstava Umělecké besedy, Praha

- 1928 – Posmrtná výstava Karla Boháčka, Alšova síň Umělecké besedy, Praha (156 obrazů a kreseb)[7]
- 1943 – Obrazy a kresby Karla Boháčka, Pošova galerie, Praha (86 obrazů a kreseb)[8]
- 1948 – Karel Boháček, Umělecká beseda a Klub a přátel umění v MB, Mladá Boleslav (47 obrazů)
- 1957 – Z díla Karla Boháčka, Galerie Nová síň, Praha (78 obrazů a kreseb)
- 1974 – Karel Boháček: Životní dílo, Středočeská galerie, Praha (195 obrazů a kreseb)
- 1984 – Karel Boháček: Krajinářské kresby, Rabasova galerie Rakovník, Rakovník
- 1989 – Karel Boháček: Figurální kresby, Rabasova galerie Rakovník, Rakovník
- 1999 – Karel Boháček: Kytice a zátiší, Kulturní středisko Svět, Mladá Boleslav
- 2000 – Karel Boháček: Obrazy od postimpresionismu k neoklasicismu, České muzeum výtvarných umění, Praha (110 obrazů a kreseb)

### Zastoupení ve sbírkách
- Národní galerie v Praze, např. Klášter blahoslavené Anežky (1906), Ulička (1906), Večerní setkáni (1921) a Zimní krajina (1925)
- Moravská galerie v Brně, např. Zlatá ulička (1907) a Cikánská ulice v Praze
- Galerie Středočeského kraje, např. Pražský motiv (1907) a Smrtka (1922–23)
- Galerie hlavního města Prahy, Řezání janovce (1908) a soubor pastelů
- Západočeská galerie v Plzni, např. Na vinici, Krajina u Všelis (1923) a Zamachy od Návozu (1923)
- Gočárova galerie v Pardubicích, např. Soumrak (1909) a Žluté pole (1919)
- Oblastní galerie v Liberci, např. Polední odpočinek
- Galerie Mladá Boleslav, např. Podzimní krajina a Přátelství
- Muzeum umění Olomouc, např. Bouře
- Galerie výtvarného umění v Ostravě, např. Smutný den a Polní cesta

## Galerie

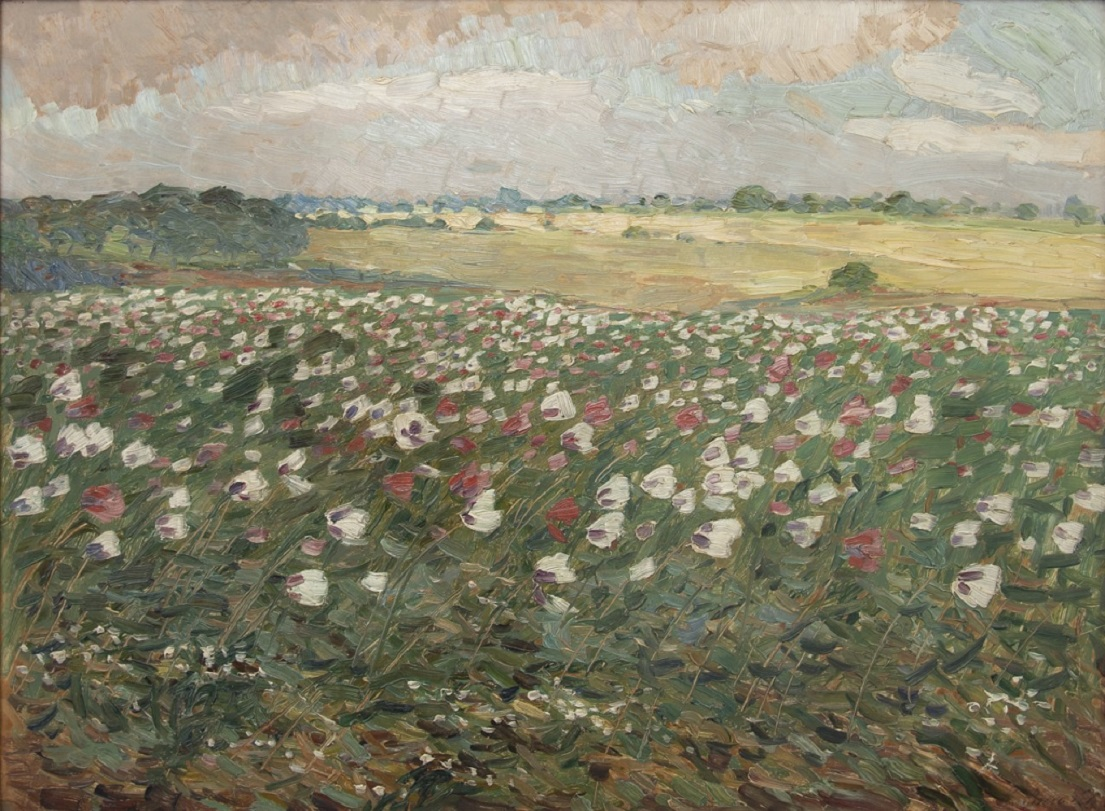
Karel Boháček Makové pole (1908)
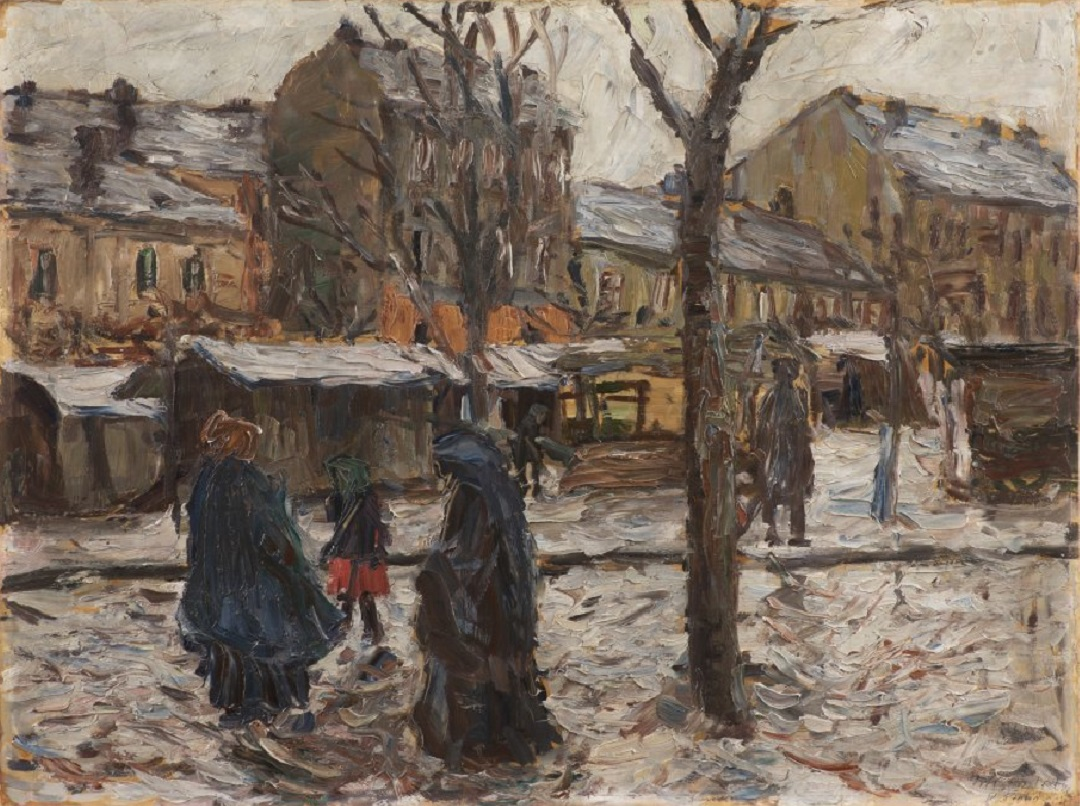
Karel Boháček Trh na Letné (1908)
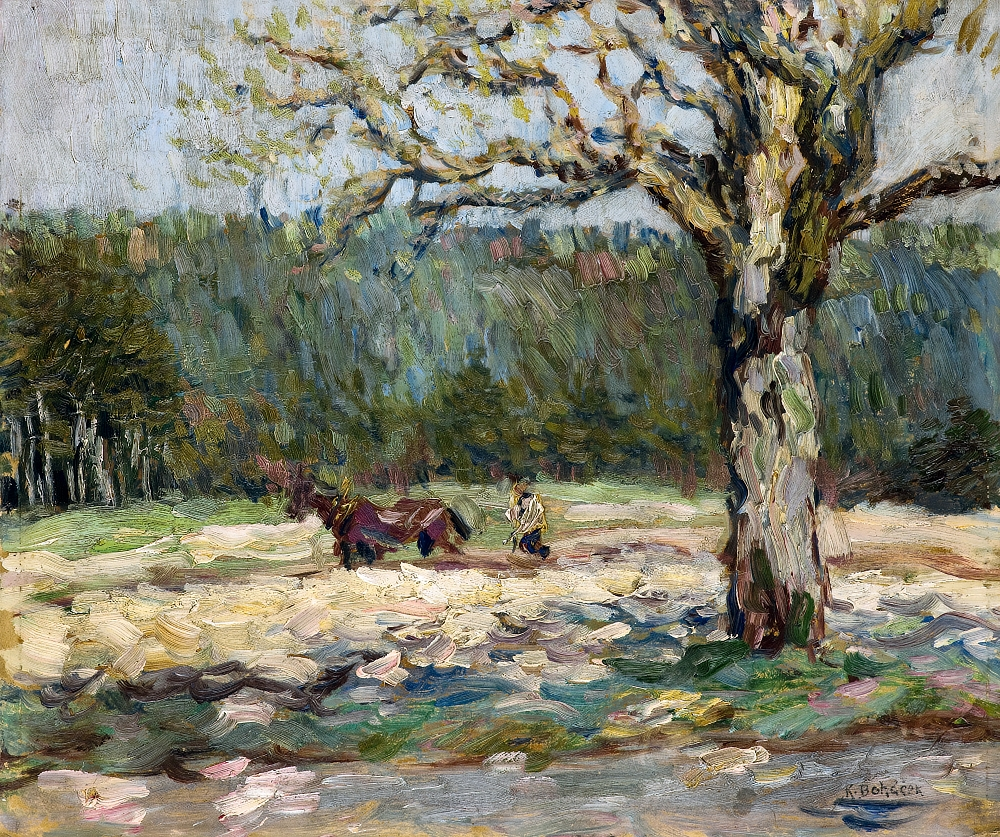
Karel Boháček Jarní orba (1910)
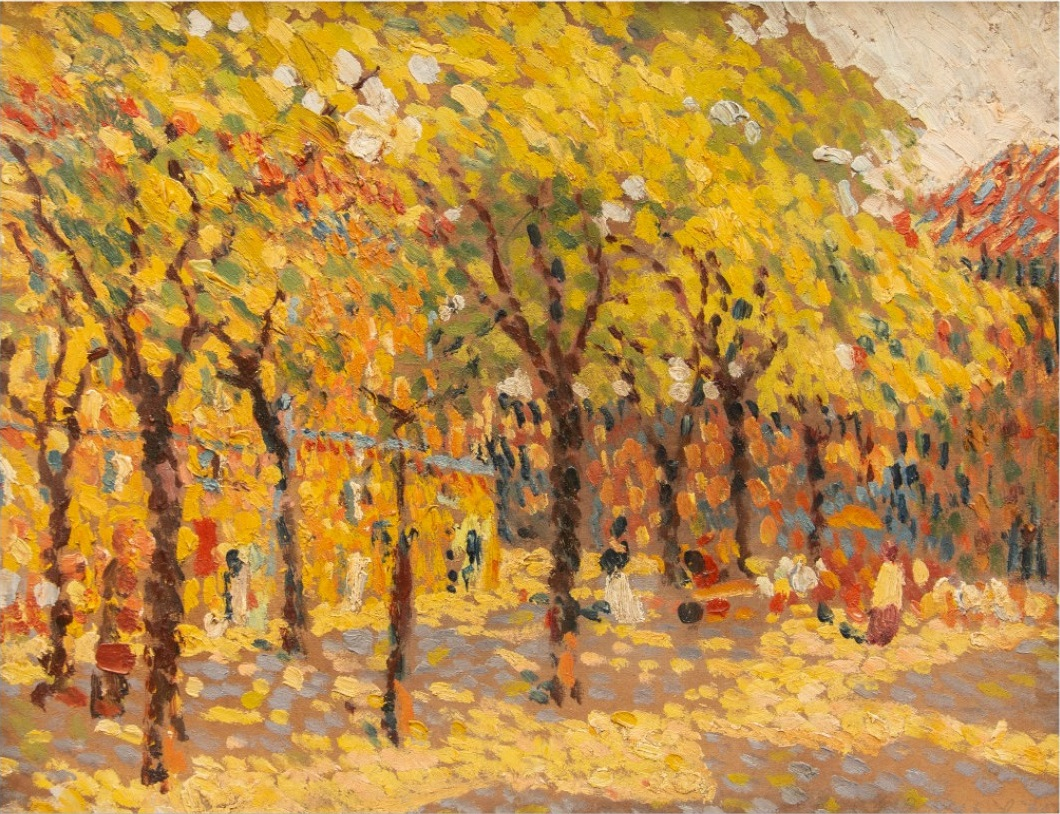
Karel Boháček Podzim na náměstí (1910)
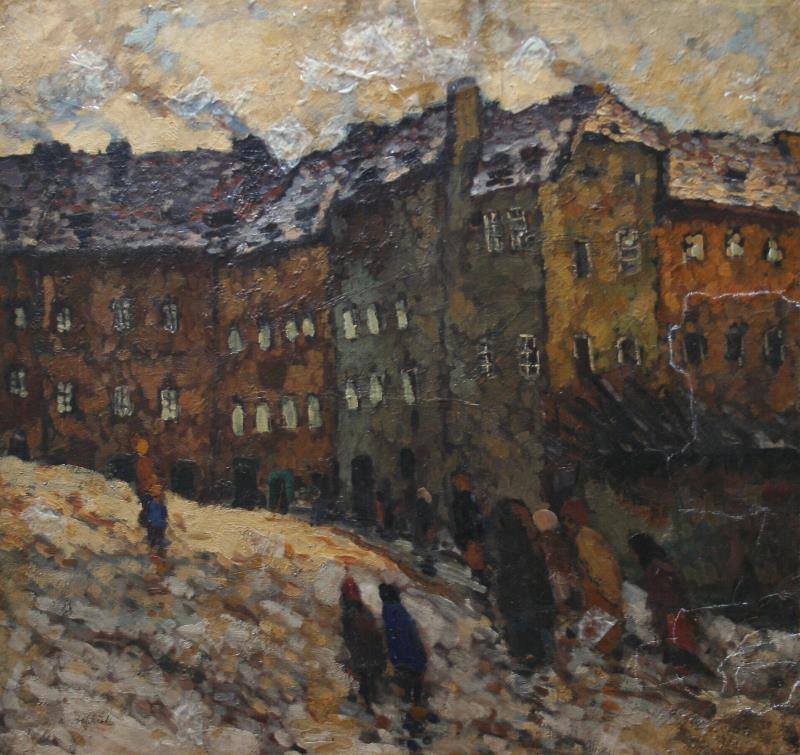
Karel Boháček Cikánská ulice v Praze (1910)
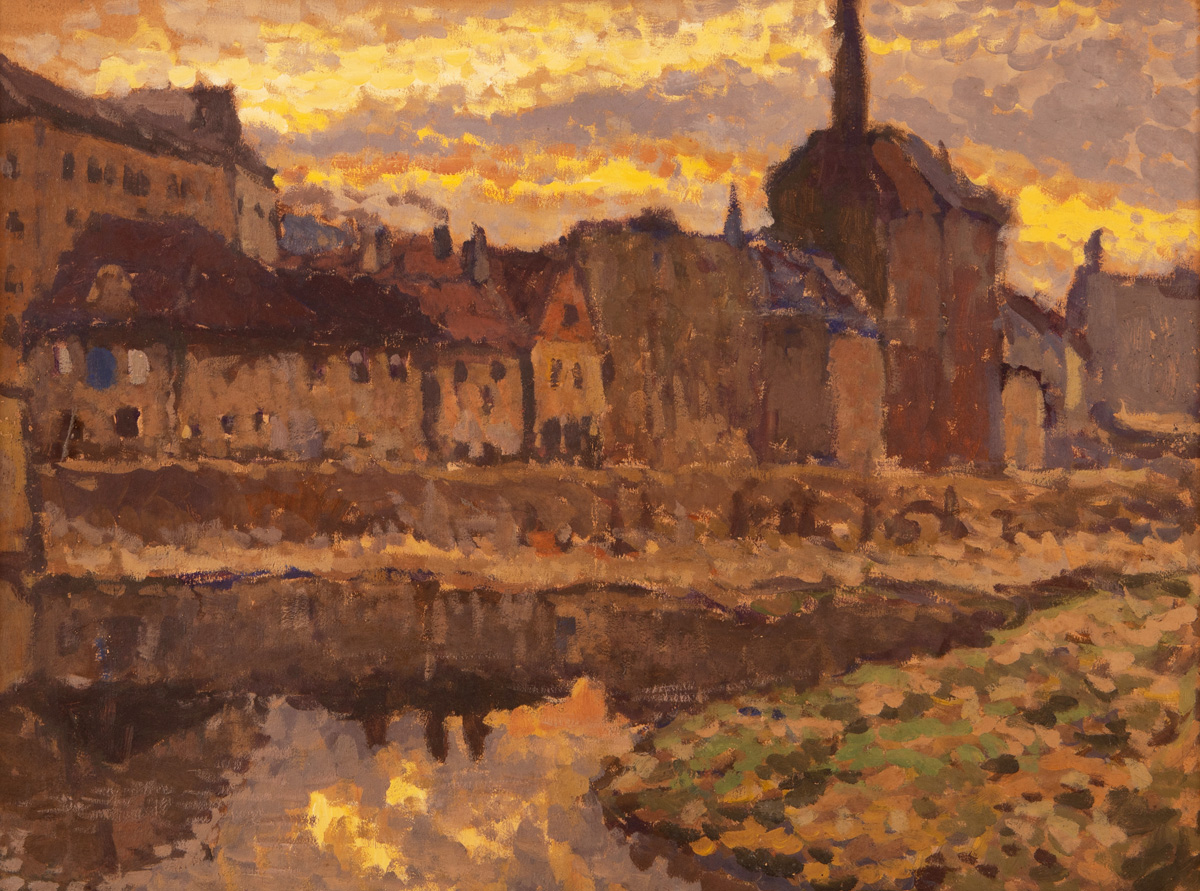
Karel Boháček Nábřeží Na Františku (1910)
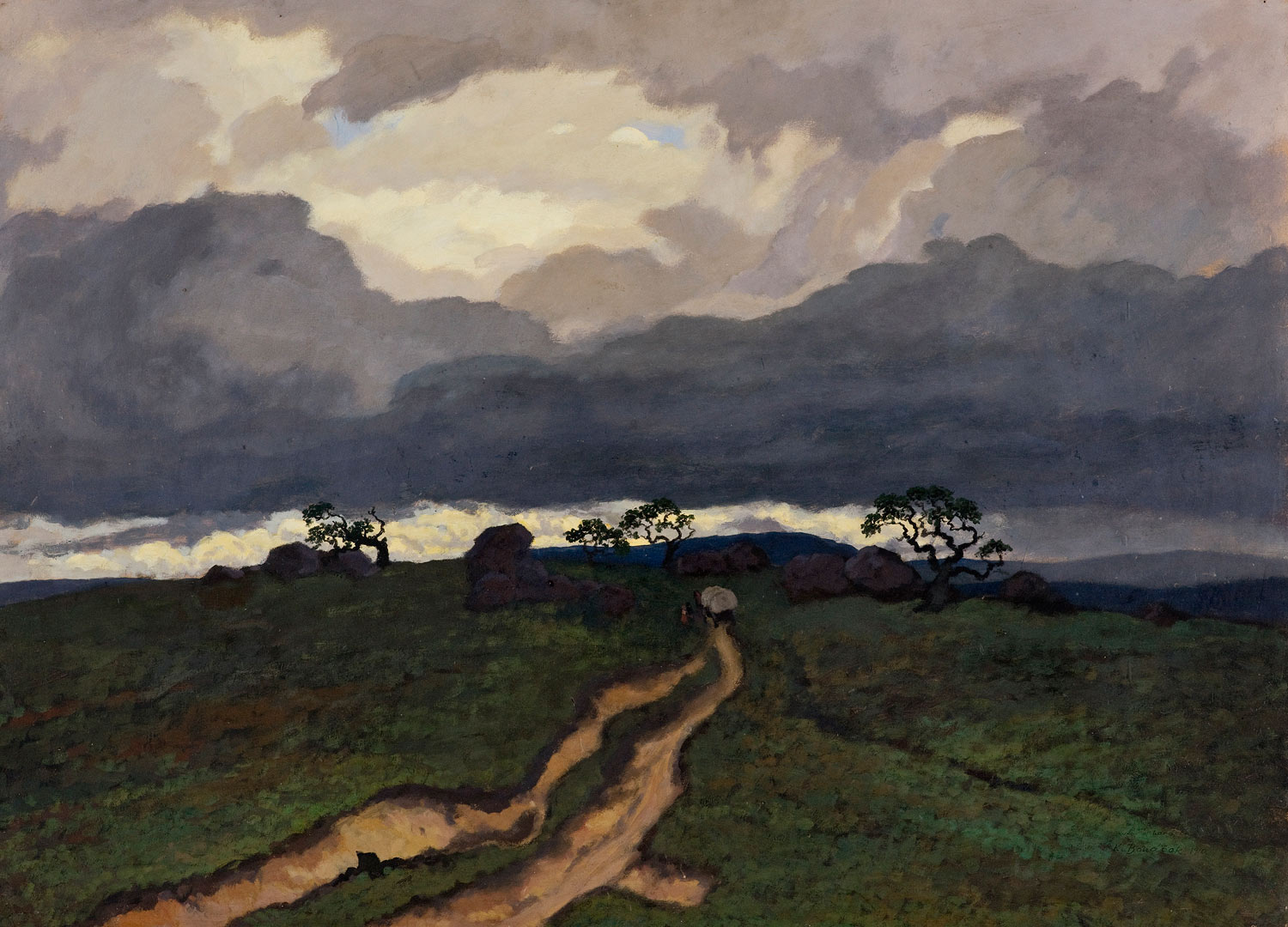
Karel Boháček Bouře v horách (1910)
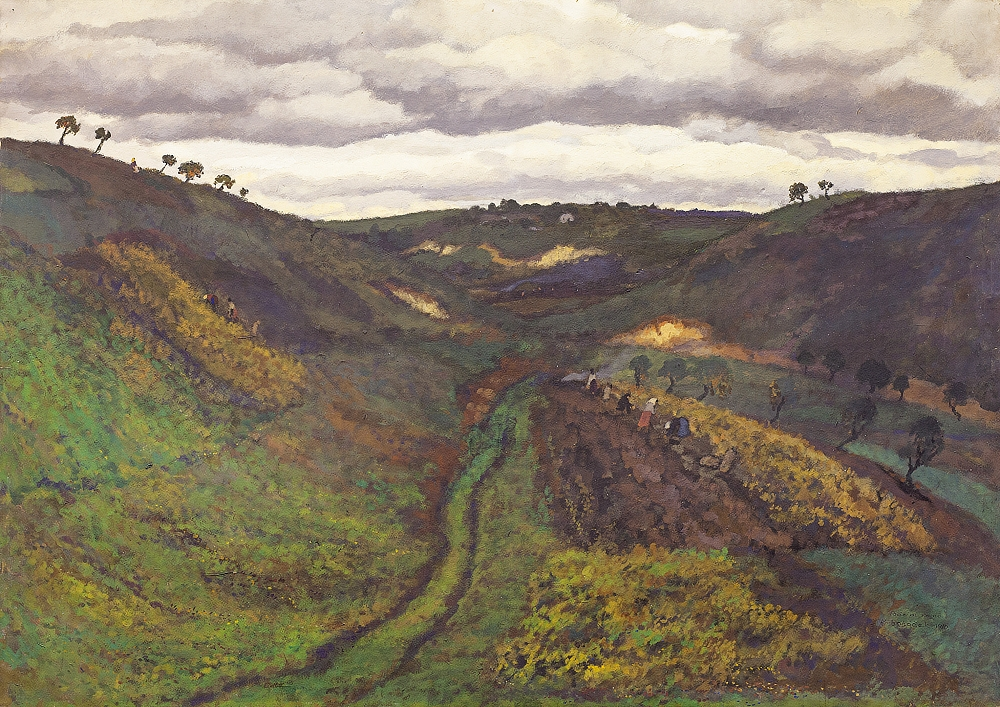
Karel Boháček Podzimní ráno (1910)
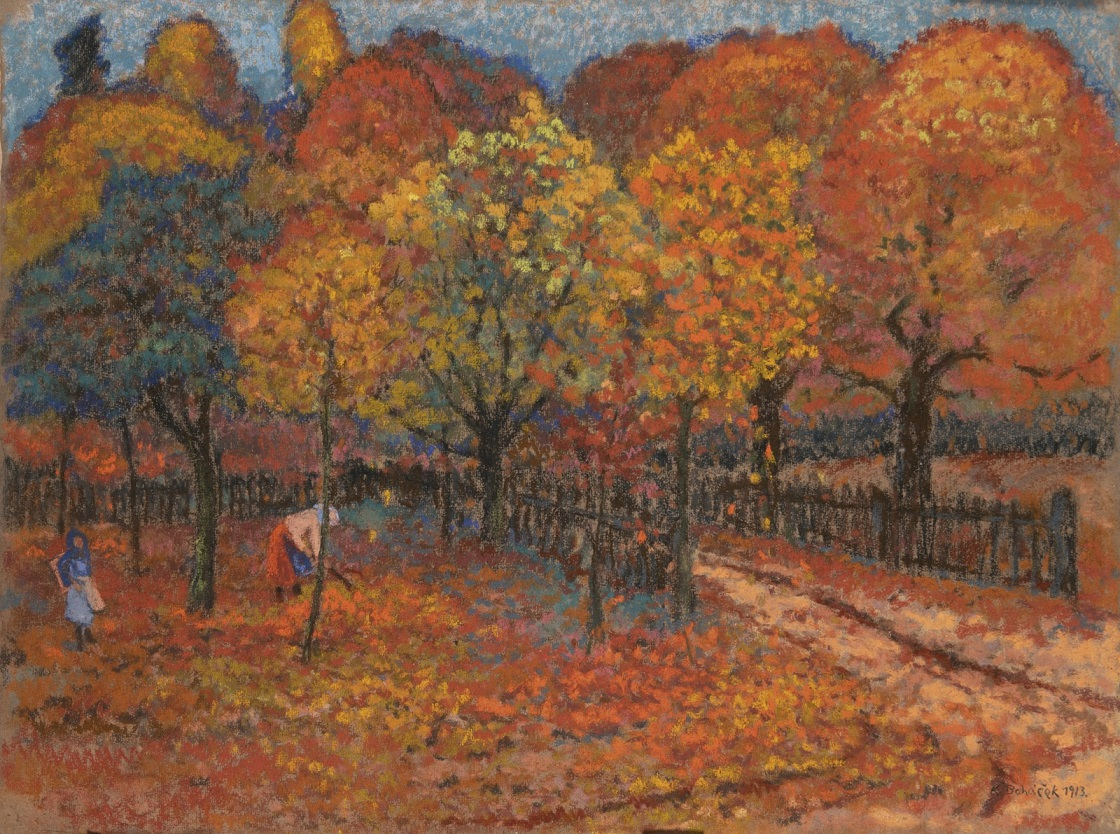
Karel Boháček Podzim v sadu (pastel, 1913)
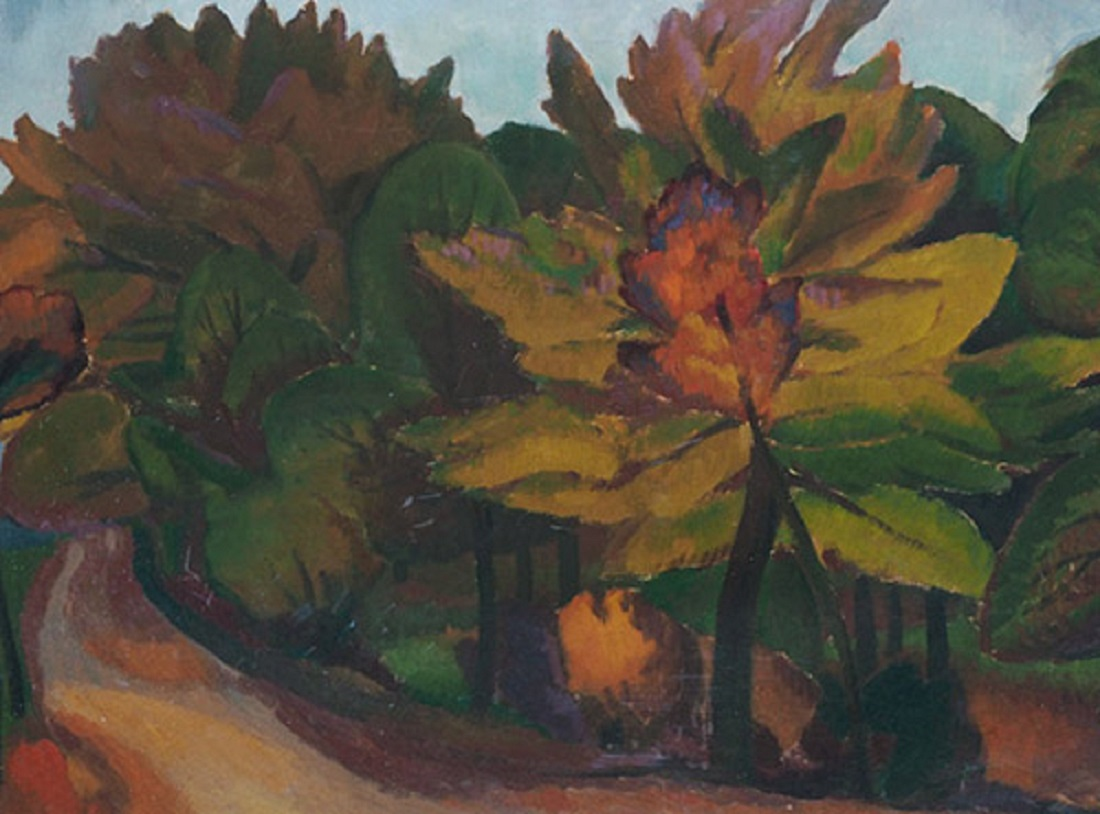
Karel Boháček Cesta kolem podzimního parku (1913)
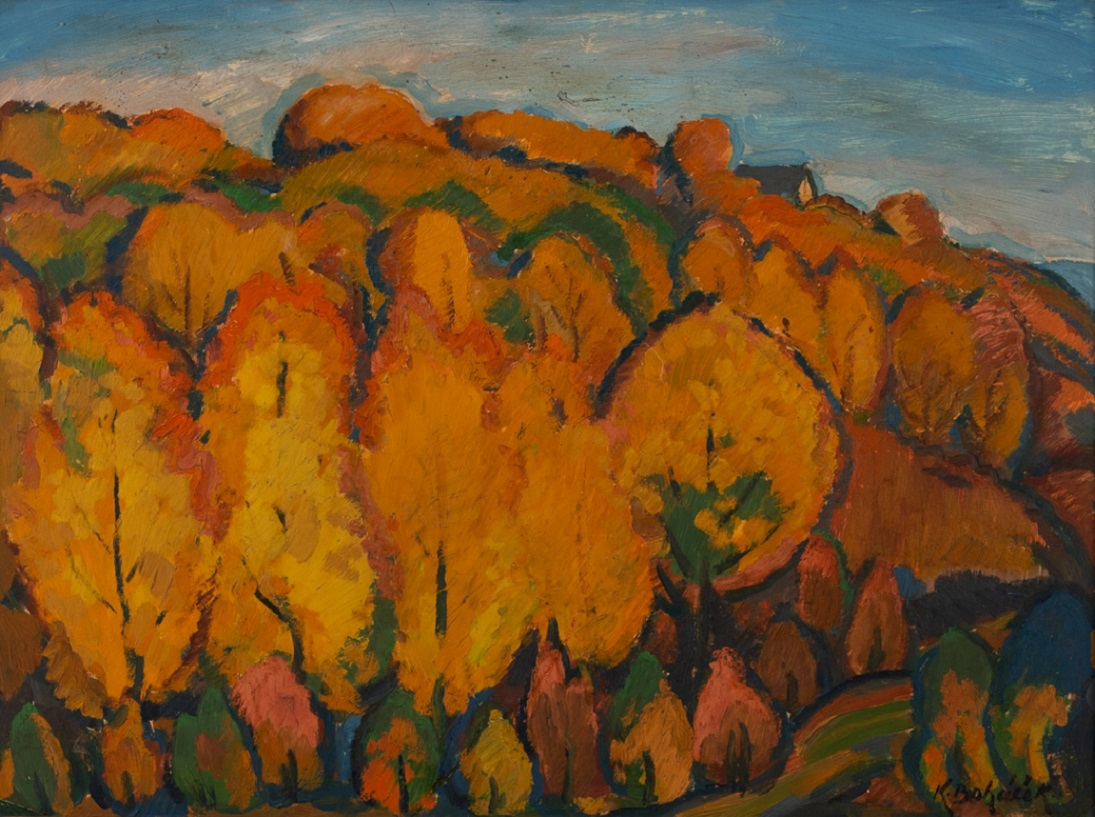
Karel Boháček Podzim (1914)
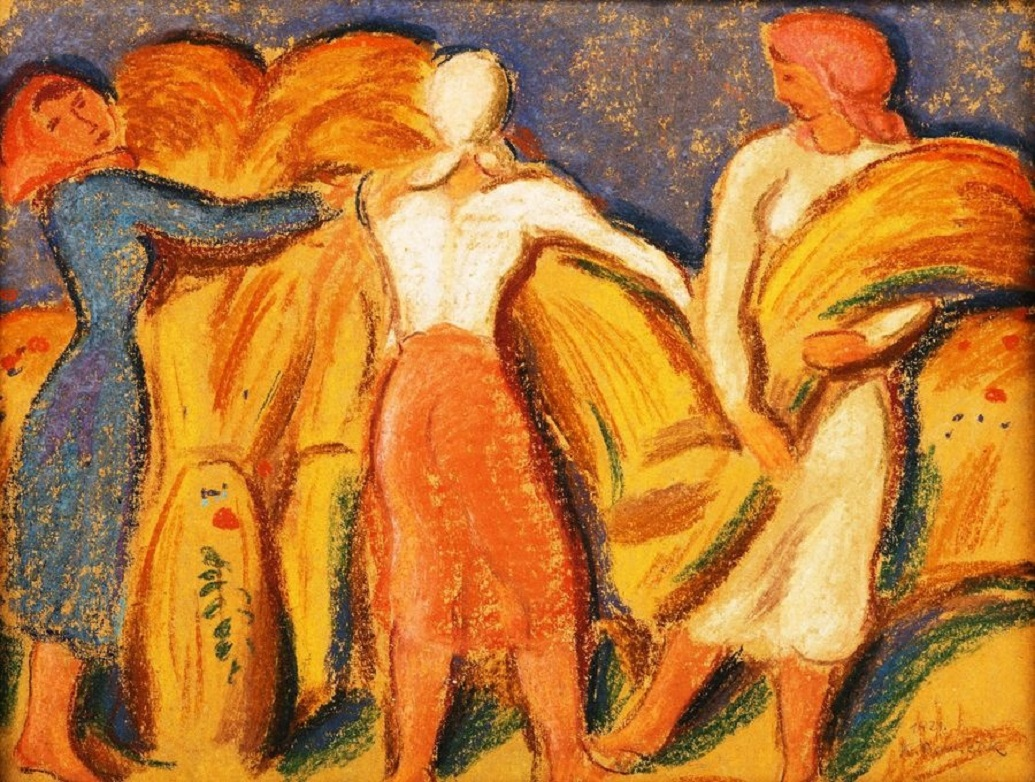
Karel Boháček Žně I (1915)
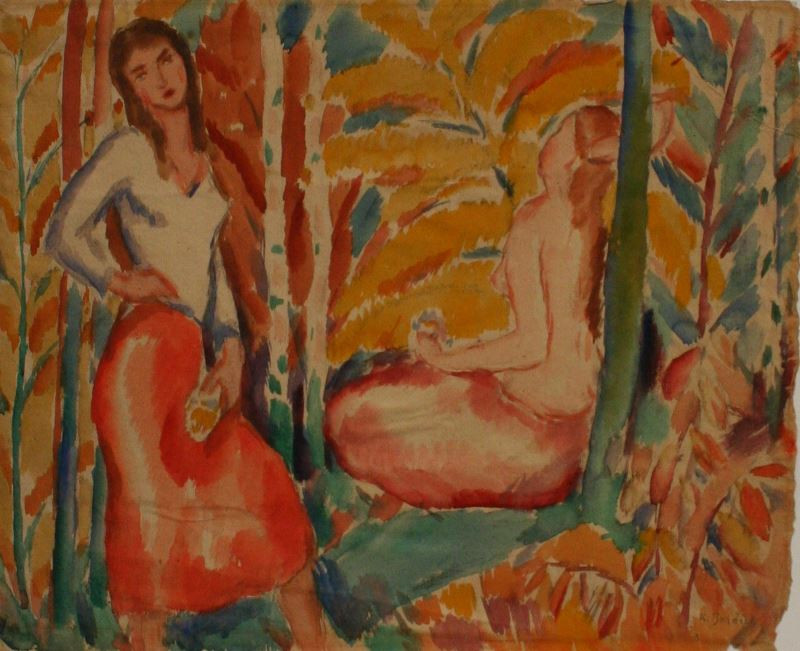
Karel Boháček Dvě ženy v zahradě (asi 1919)
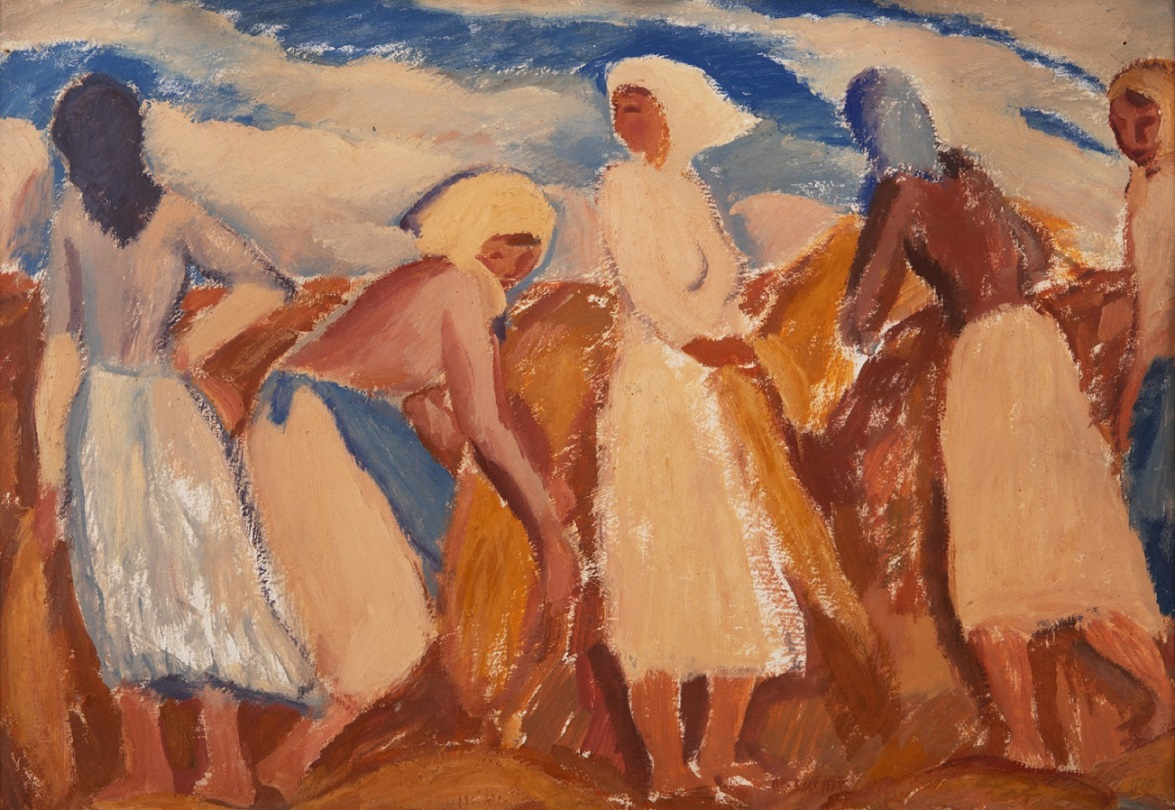
Karel Boháček Žně II (1920)
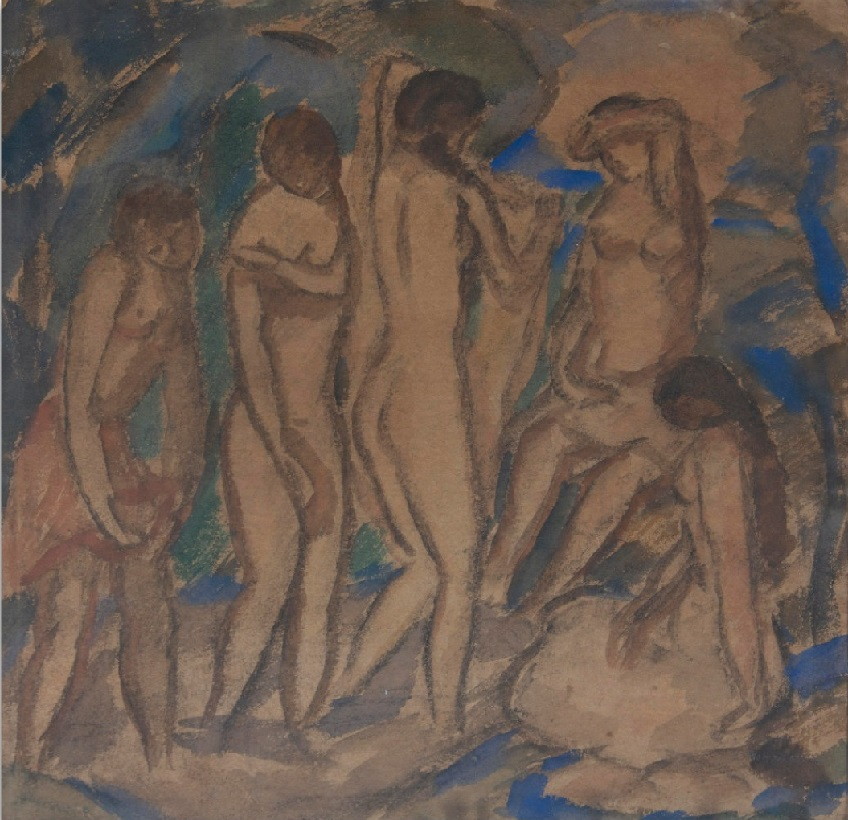
Karel Boháček Jaro II (1920)
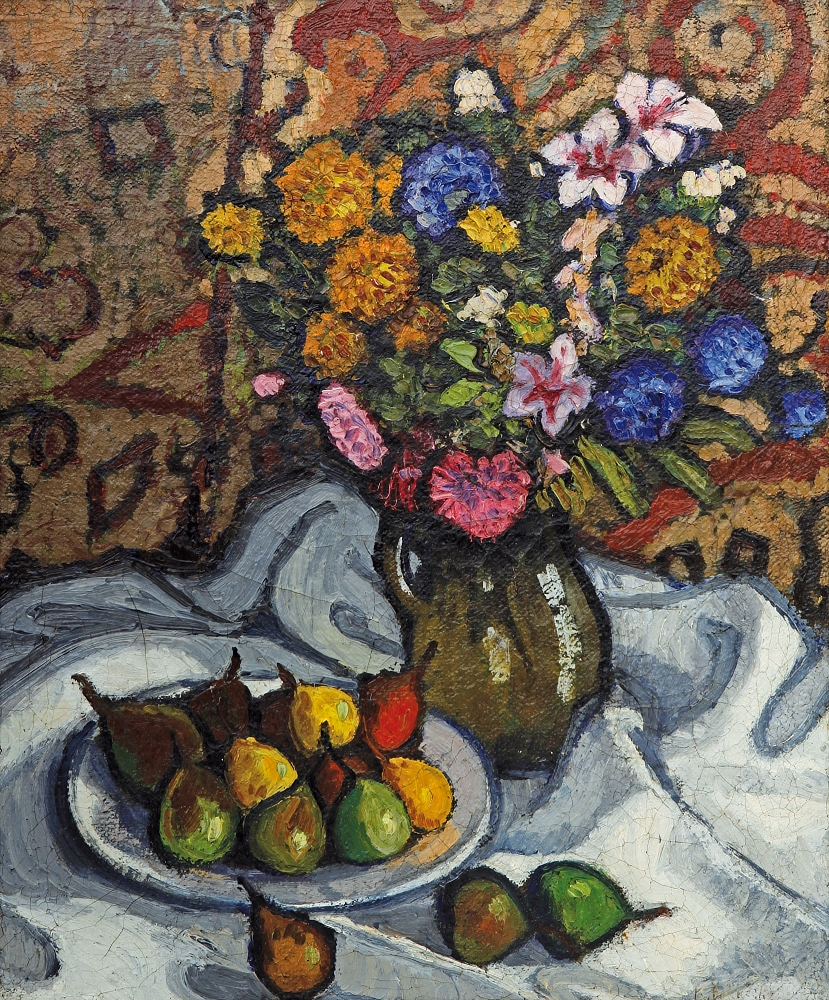
Karel Boháček Zátiší s kyticí a hruškami (1920)
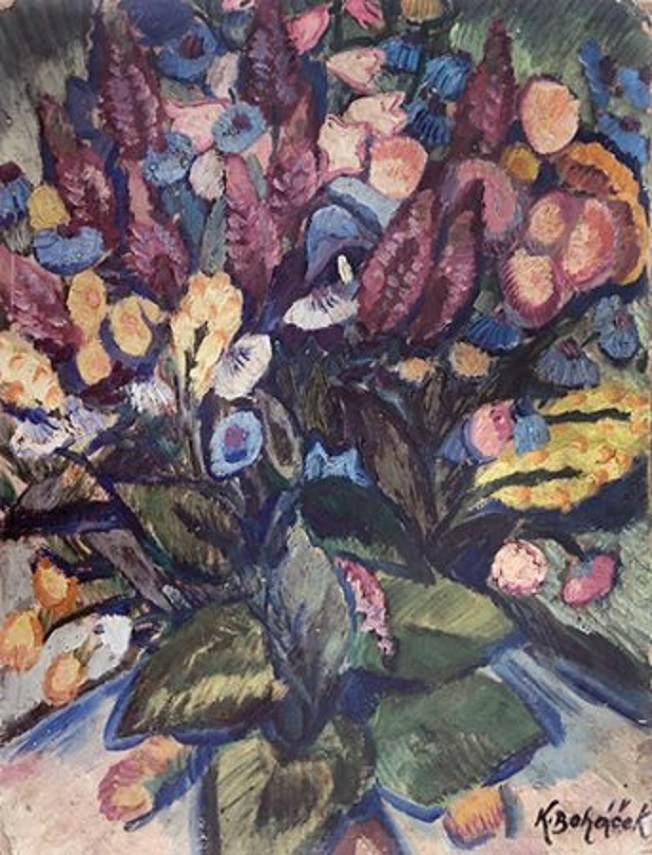
Karel Boháček Květinové zátiší (1920)
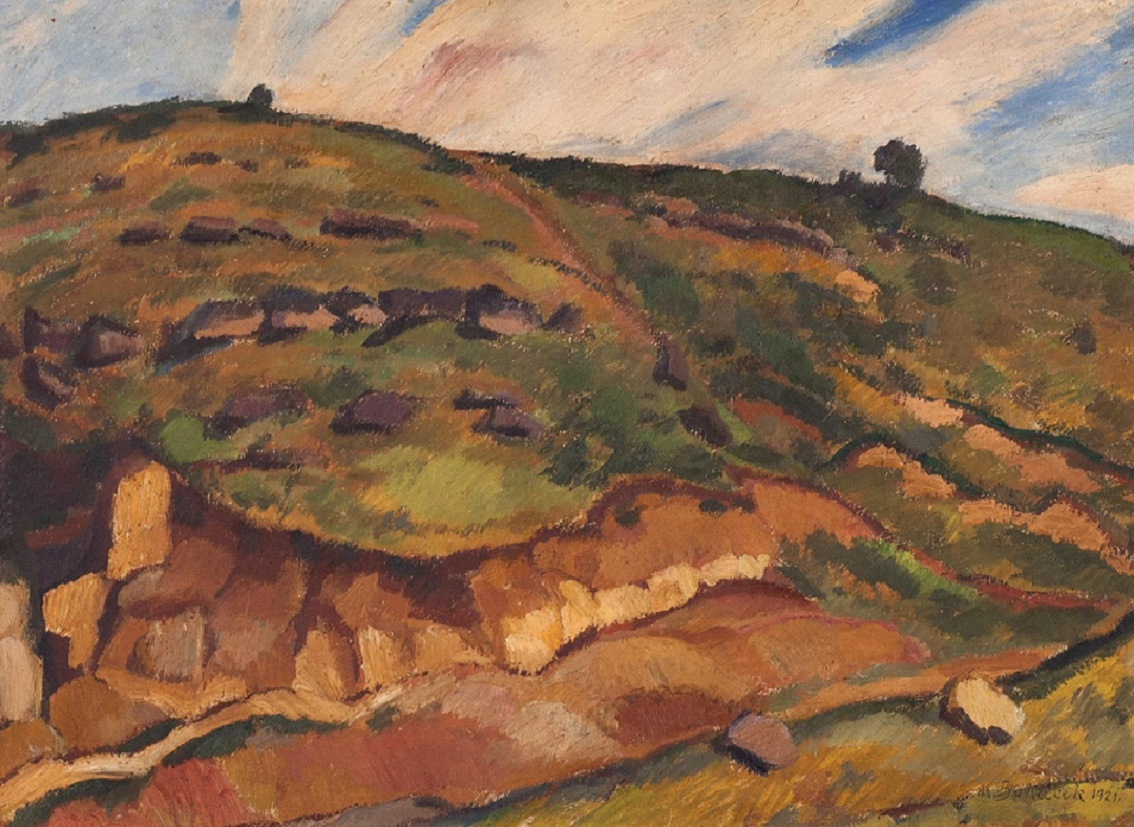
Karel Boháček Lom v kopci (1921)
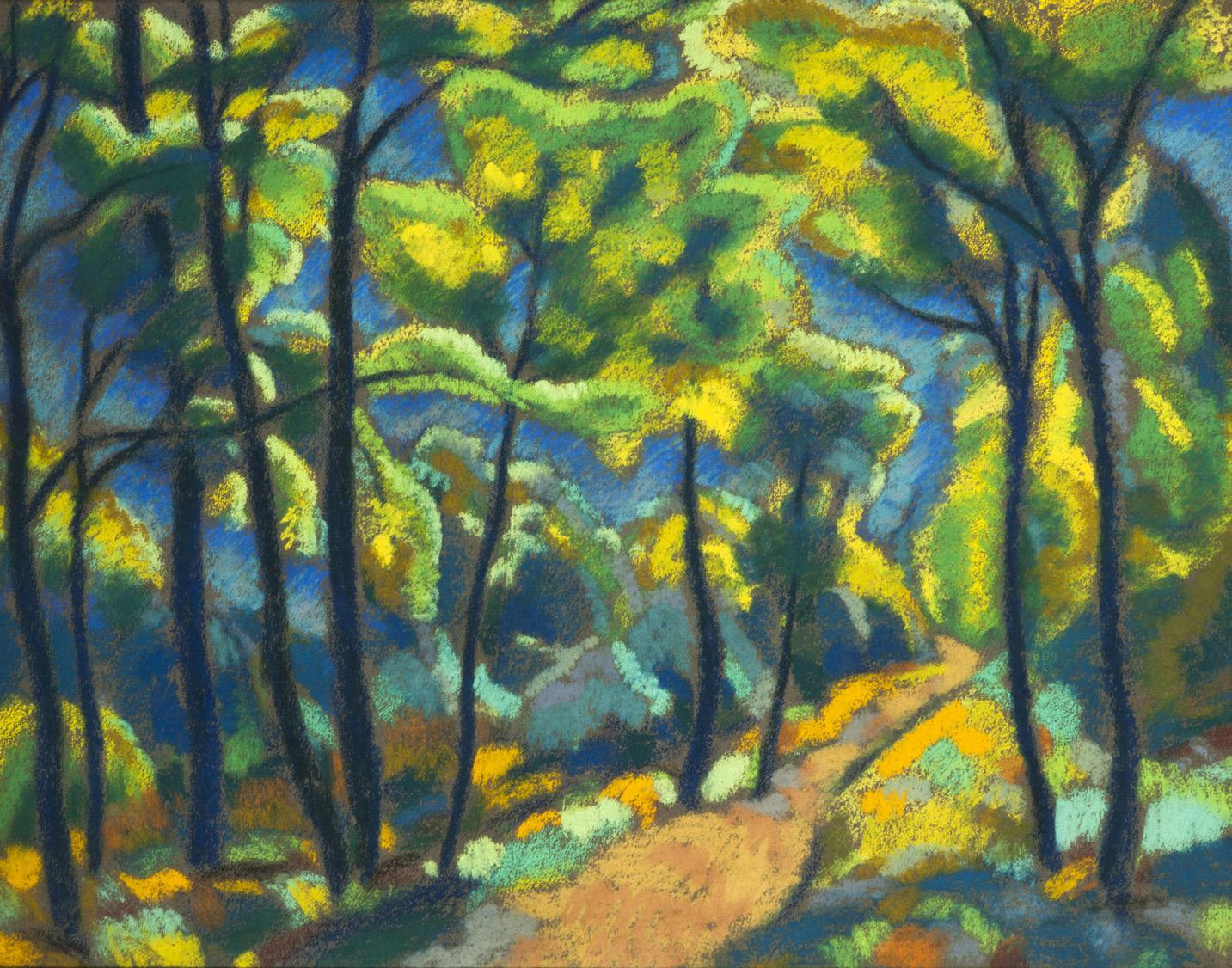
Karel Boháček Krajina (1921)
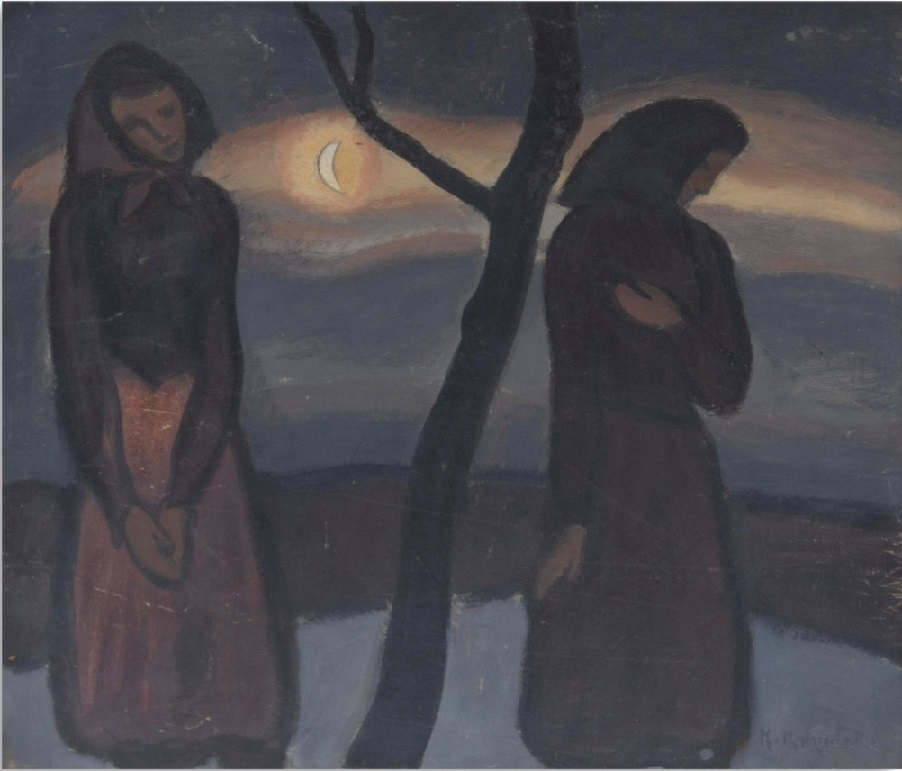
Karel Boháček Večer (1922)
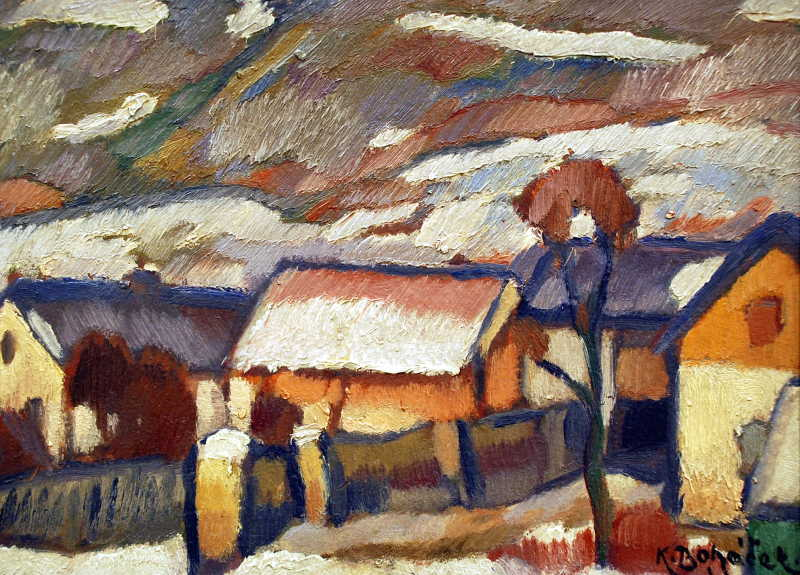
Karel Boháček Chalupy